# Fernand Tinturier
Fernand Tinturier is een Zwitsers componist en dirigent.
Op 14-jarige leeftijd kreeg Tinturier zijn eerste muzieklessen van zijn grootvader. Nadat zijn vader, Edouard Tinturier, de spoedige opleiding van zijn zoon gehoord heeft, werd hij in het plaatselijke harmonieorkest Harmonie des Cadets de Bex opgenomen. Van dit harmonieorkest was zijn vader dirigent. Na korte tijd al was hij solist in deze harmonie. Zo leerde hij de traditionele literatuur van een harmonie kennen, maar hij was ook zeer geïnteresseerd in jazzmuziek. In het Orchestre du Collège de St-Maurice maakte hij zich ook met de klassieke muziek vertrouwd. In deze periode werd hij ook lid van een traditioneel jazz-orkest, de Old Style College Band, die toen een goede reputatie had. Voor dit jazz-orkest schreef hij een aantal arrangementen. 
Op 20-jarige leeftijd werd hij als sergeant trompettist in een Zwitsers militair fanfare-orkest. Gedurende deze periode deed hij studies bij Guido Anklin. Het werd hem een vreugde om voor zijn orkest muziek te schrijven. Tijdens deze medewerking in het militair startte hij als dirigent van militaire muziekkorpsen, civiele brassbands en 
harmonieorkesten alsook Big-Bands, onder andere is hij sinds 1976 dirigent van de Harmonie du Chablais in Bex. Zijn eigen werken werden intussen door meer en meer goede orkesten gespeeld. 
Naast de trompet studeerde Tinturier andere blaasinstrumenten en slagwerk, om een zo goed mogelijk vakkennis van de instrumenten van een blaasorkest te krijgen en rekening te houden met de moeilijkheden van ieder instrument in zijn eigen composities. 

## Composities

### Werken voor harmonie- en fanfareorkest en brassband
- A Touch of Gospel, voor harmonieorkest
- Argentine, voor harmonieorkest
- Big Blues, voor harmonieorkest
- Classe 44, voor harmonieorkest
- Crépuscule, voor harmonieorkest
- Dernier Episode, voor harmonieorkest
- Fantasia, voor harmonieorkest
- Fantaisie Russe, voor harmonieorkest
- Indicatif, voor harmonieorkest
- Jazzy Mood, voor brassband
- Jazzy Mood, voor harmonieorkest
- La rocanne, voor harmonieorkest
- Little stress, voor brassband
- Primo Tango, voor harmonieorkest
- Real Soul !, voor harmonieorkest
- Rumba Nueva, voor harmonieorkest
- Strathcarron, voor brassband
- Super Swing, voor harmonieorkest
- Swing Option, voor brassband (of koper-ensemble)
- Tubagatelle, voor Es-tuba solo en brassband
- Twilight, voor harmonieorkest
- Xylocutions, voor xylofoon solo en harmonieorkest